# Moya Brennan
Moya Brennan (født Máire Ní Bhraonáin, 4. august 1952 også kendt som Máire Brennan) er en irsk irsk folkemusiksanger, sangskriver, harpenist og filantrop. Hun begyndte at optræde professionelt i 1970, da hendes familie dannede bandet Clannad.  og betragtes som "First Lady of Celtic Music".
Moya udgav sit første soloalbum med titlen Máire i 1992. Hun har været nomineret til to Grammys og vundet en Emmy Award.

## Diskografi

### Studiealbums
- 1992 – Máire
- 1994 – Misty Eyed Adventures
- 1998 – Perfect Time
- 1999 – Whisper to the Wild Water
- 2003 – Two Horizons
- 2005 – An Irish Christmas
- 2006 – Signature
- 2010 – My Match Is A Makin' (with Cormac de Barra)
- 2010 – T with the Maggies (med T with the Maggies)
- 2011 – Voices & Harps (with Cormac de Barra)
- 2013 – Affinity (with Cormac de Barra)
- 2017 – Canvas
- 2019 – Timeless (with Cormac de Barra)

### Livealbum
- 2005 – Óró - A Live Session
- 2007 – Signature Special Tour Edition
- 2008 – Heart Strings

### Singler
- 1992 – "Against the Wind"
- 1992 – "Jealous Heart"
- 1993 – "Big Yellow Taxi"
- 1995 – "You're the One" (med Shane MacGowan)
- 1998 – "Heal This Land"
- 1998 – "The Big Rock"
- 1999 – "Saltwater" (med Chicane)
- 2000 – "Follow the Word"
- 2003 – "Show Me"
- 2003 – "Tara"
- 2003 – "Saltwater" (med Chicane– re-issue)
- 2005 – "I'll See You Again/Hidden" (med Hazel O'Connor)
- 2006 – "No One Talks"
- 2007 – "Merry-Go-Round"
- 2007 – "Holiday Trio"
- 2008 – "Green to Gold" (med Grand Canal)
- 2013 – "Sailing" (med Cormac de Barra)

### Velgørenhedsalbum
- 2005 – A Future for the Michel (med Schiller)
- 2008 – Sanctuary (forskellige kunstnere)
- 2009 – Ceol Cheann Dubhrann (forskellige kunstnere)

### Kompilationer og samarbejde
- 1987 – "The Awakening" – med Paul Brady (fra ‘‘Primitive Dance)
- 1990 – "Put 'em Under Pressure" (single)
- 1991 – "Bring It All Back Home" – med An Emotional Fish (fra ‘‘Blue)
- 1993 – "Come into My Life" – med Robert Plant (fra ‘‘Fate of Nations)
- 1993 – "Dream Fields" – med Runrig (fra ‘‘Amazing Things)
- 1994 – "Almond Skin" – med Sonny Condell (fra ‘‘Someone to Dance With)
- 1994 – "Dream Sequence" – med Sonny Condell (fra ‘‘Someone to Dance With)
- 1994 – "The Man Who Wrote Danny Boy" – med Joe Jackson (fra ‘‘Night Music)
- 1994 – "As Tears Go By" – med London Symphony Orchestra (fra Symphonic Music of the Rolling Stones)
- 1995 – "You're The One" – med Shane MacGowan (fra ‘‘Circle of Friends soundtrack)
- 1995 – "Luman Michael O'Suilleabhain" – med Brian Kennedy (fra Between Worlds)
- 1996 – "Ó Bhean a' Tí" – med Dónal Lunny, Brídín Brennan & Deirdre Brennan (fra ‘‘Common Ground: The Voices Of Modern Irish Music)
- 1996 – "Everything Changes" (and various tracks) – med Iona (fra ‘‘Journey into the Morn)
- 1998 – "Amazing Grace" – med Michael Crawford (fra ‘‘On Eagles Wings)
- 1998 – "Come Josephine in My Flying Machine" (fra ‘‘Back to Titanic soundtrack)
- 1999 – "Saltwater" – med Chicane
- 1999 – "Don't Give Up" – med Michael McDonald (fra ‘‘Streams & Whisper to the Wild Water)
- 1999 – "The Call of the Wild" – med Alan Parsons (fra ‘‘The Time Machine)
- 1999 – "Lullabies" (on Silent Night) – med The Chieftains & Paola Cecchi (fra ‘‘Silent Night: A Christmas in Rome)
- 2000 – "Saylon Dola" – med Russell Watson (fra ‘‘The Voice)
- 2000 – "No Scenes of Stately Majesty" (fra ‘‘The Greatest Story Ever Sung)
- 2000 – "Fairytale of New York" – med Ronan Keating (fra ‘‘The Way You Make Me Feel)
- 2000 – "Peace Has Broken Out" – med Booley (fra ‘‘One)
- 2000 – "Ceolfaidh Mé" (fra ‘‘Fields of Hope: Fight Against Famine)
- 2000 – "The Light on the Hill" (fra ‘‘St. Patrick: The Irish Legend soundtrack)
- 2000 – "Over Blue City" – med Skypark (fra ‘‘Over Blue City)
- 2000 – "Rose of Bethlehem" (fra ‘‘One Silent Night)
- 2001 – New Irish Hymns album – med Margaret Becker & Joanne Hogg
- 2001 – "O Jesus Friend Unfailing" (fra ‘‘The Sound of Grace: Focusfest 2001)
- 2001 – To End All Wars soundtrack
- 2001 – "Band of Brothers Requiem" – med Michael Kamen (fra Band of Brothers soundtrack)
- 2003 – "Ave Maria" – med Dominic Miller (fra ‘‘Shapes)
- 2003 – "Codail A Linbh (Sleep O Child)" – med Phil Coulter (fra ‘‘An Irish Holiday)
- 2003-2004 - 	"Eirigh Suas A Stoirin", "An Fharraige" og "Against the Wind" på hhv. Celtic Circle i, II og III
- 2004 – Tell Me Now (What You See), All of Them & Woad to Ruin tracks – med Hans Zimmer (fra King Arthur)
- 2004 – "Labyrinth Prelude", "Labyrinth" – med Liam Lawton (fra ‘‘Another World)
- 2005 – "Hidden" – med Hazel O'Connor (fra ‘‘Hidden Heart)
- 2005 – "Beautiful Dreamer" – med Brian Kennedy (fra ‘‘On Song 2: Red Sails in the Sunset)
- 2005 – "Miles And Miles", "Falling" – med Schiller (fra ‘‘Day and Night (Tag Und Nacht))
- 2005 – "Away", "The Rubicon" – med The Duggans (fra ‘‘Rubicon)
- 2005 – "I'll See You" – med Delirious? (fra ‘‘The Mission Bell)
- 2005 – "Kiss The Book", "Like the Baseless Fabric" & "Set Me Free" (fra computerspillet Book of Watermarks)
- 2008 – "I Will Never Love Again" – duet with Christie Hennessy (fra ‘‘The Two of Us)
- 2008 – "You Are Beautiful" – The Worship Lounge (various artists)
- 2008 – Rafael's Journey – med Joanne Hogg (Moya synger backup på flere numre på dette album)
- 2008 – "Green to Gold" – med Grand Canal (fra ‘‘Green To Gold)
- 2008 – Sanctuary (forskellige kunstnere) – Moya optræder på mange af numrene
- 2008 – Down by the Sea-Ashley Davis-This I Do (background vocals)
- 2009 – Ceol Cheann Dubhrann-Various Artists-Ceol Cheann Dubhrann
- 2009 – Love Will Bring You Home-Sharon Kips Welcome Home (duet with Sharon Kips)
- 2009 – Honey Promises Sinead Madden (Moya sings back up on "Shadows" & "Take Me")
- 2010 – Welcome Home: The Music Of Ireland-Various Artists-(Moya performs on several tracks and hosts the DVD special)
- 2010 – San Patricio-Various Artists-Lullaby for the Dead
- 2010 – Nowhere to Now Here (from the Nowhere to Now Here Soundtrack)
- 2010 – Welcome To America: The Music of Ireland (Moya sings "Down by the Sally Gardens with Ronan Tynan)
- 2010 – Re-Joyce The Hazel O'Connor Collective (Moya sings a brief along with a number of other artists)
- 2011 – "Morning Star" with Producer DJ Roger Shah
- 2011 – "The Dream" with Secret Garden (from "Winter Poem")[8]
- 2011 – "An t-Eibhlín Marie" on the charity album "Le Cuidiú Dé" – Moya also sings backing vocals for the title track called "Le Cuidiú Dé".
- 2012 – Celtic Skies Various Artists (Down by the Sally Gardens)
- 2012 – "Excalibur III – The Origins" from Alan Simon – Moya sings on "The Origins Part I & II", on "Incantations" and on "Sacred Lands"
- 2012 – A Mother's Prayer-Keith & Kristyn Getty's album Hymns for the Christian Life
- 2012 – Celtic Wings-Pat O'May (Moya sings background on the song "Homeland").
- 2016 - "Reasons To Live" with Roger Shah
- 2021 - “Rivers” with Trance Wax